# Pfarrhaus (Mindelau)

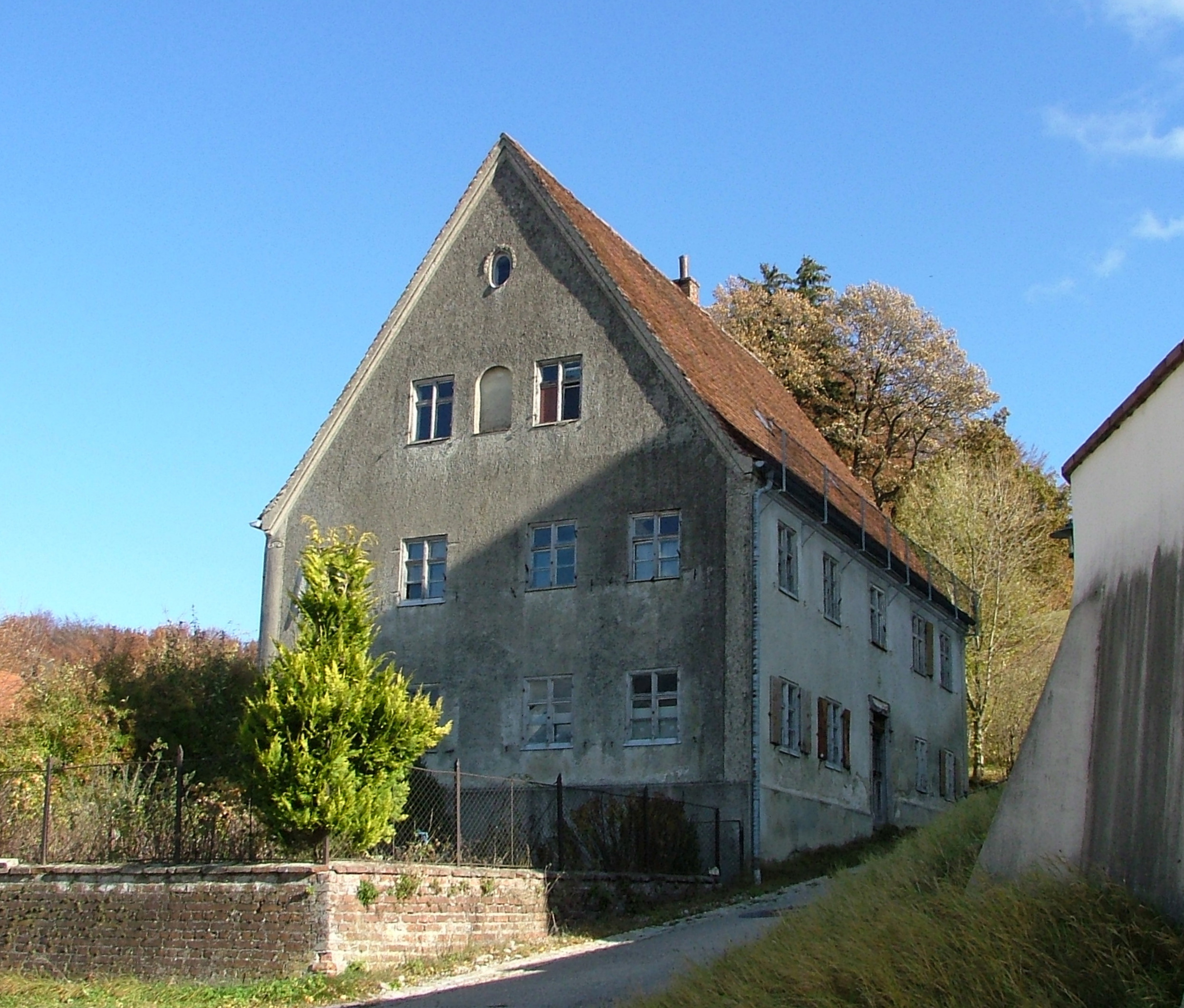
Pfarrhaus in Mindelau

Das Pfarrhaus in Mindelau, einem Ortsteil der Kreisstadt Mindelheim im Landkreis Unterallgäu im bayerischen Regierungsbezirk Schwaben, wurde im späten 18. Jahrhundert errichtet. Der Kern des Gebäudes dürfte jedoch noch älteren Datums sein. Es befindet sich nördlich der Kirche St. Jakobus der Ältere und steht unter Denkmalschutz.

## Beschreibung
Das zweigeschossige Pfarrhaus besitzt fünf zu vier Fensterachsen und ist mit einem Satteldach gedeckt. Der Eingang zum Gebäude befindet sich an der südlichen Längsseite in der breiten Mittelachse. Unterhalb des Satteldaches verläuft ein profiliertes Traufgesims. Eine Rundbogenblende ist zwischen Rechteckfenstern im Westgiebel vorhanden, darüber ein ovales Fenster in der Giebelspitze. Letzteres ist in der oberen Hälfte mit Lorbeergirlanden aus Stuck umgeben. Der Ökonomieteil mit Satteldach ist an der Ostseite des Gebäudes angebaut.